# Campoletis californica
Campoletis californica är en stekelart som först beskrevs av Holmgren 1868.  Campoletis californica ingår i släktet Campoletis och familjen brokparasitsteklar. Inga underarter finns listade.